# Mesorregión del Norte Pioneiro Paranaense
La mesorregión del Norte Pioneiro Paranaense es una de las diez  mesorregiones del estado brasileño del Paraná. Está formada por la unión de 46 municipios agrupados en cinco  microrregiones.

## Microrregiones
- Assaí
- Cornélio Procópio
- Ibaiti
- Jacarezinho
- Wenceslau Braz

- Datos: Q2393035